# Agropyropsis
Agropyropsis és un gènere de plantes de la família de les poàcies, ordre de les poals, subclasse de les commelínides, classe de les liliòpsides, divisió dels magnoliofitins.

## Taxonomia
- Agropyropsis gracilis (Balansa ex Coss. i Durieu) A. Camus
- Agropyropsis lolium (Balansa ex Coss. i Durieu) A. Camus